# Honda Vamos
El Honda Vamos (ホンダ・バモス, Honda Bamosu) és el nom de dos models diferents d'automòbils lleugers o kei cars produïts pel fabricant d'automòbils japonés Honda entre els anys 1970 i 1973, i posteriorment entre 1999 i 2018.
El primer Honda Vamos fou un vehicle campestre i d'oci desenvolupat sobre la base de la Honda TN360 i la segona generació del Vamos fou una versió monovolum per a passatgers de la furgoneta comercial Honda Acty.

## Primera generació (1970-1973)

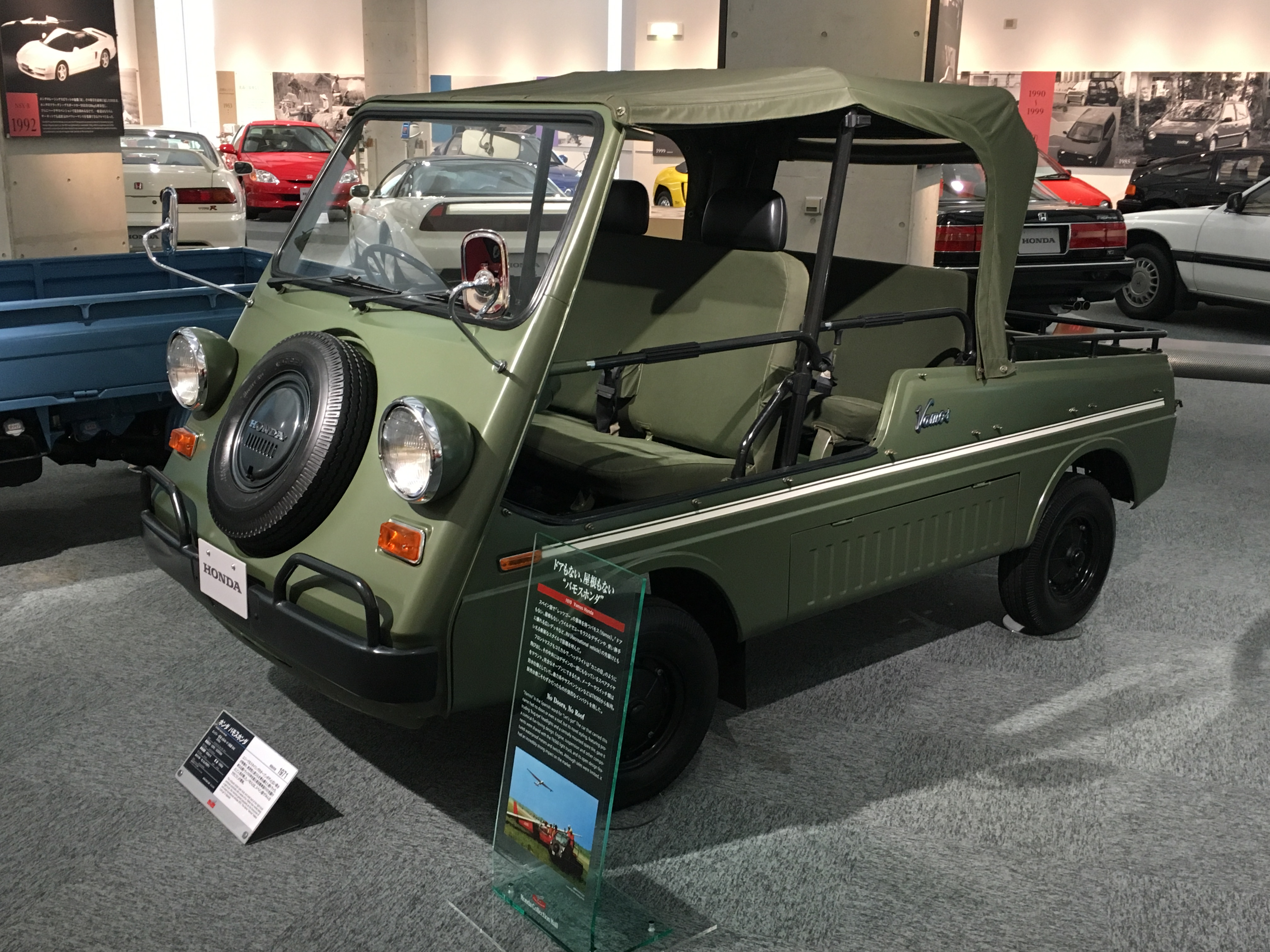
Vamos (I) amb capota

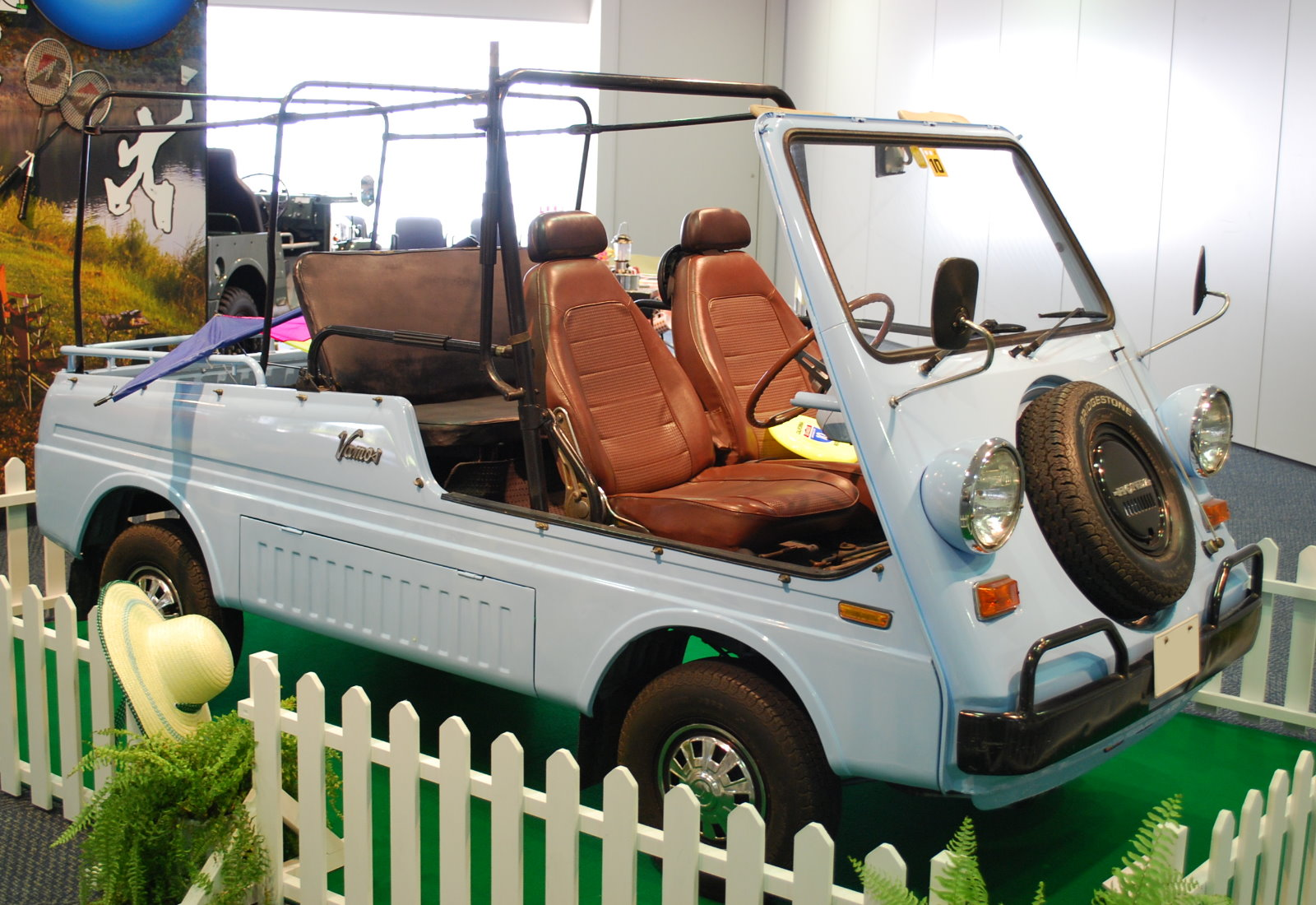
Vamos (I) sense capota

Disponible com a camioneta kei, el model fou desenvolupat sobre la base de la Honda TN360. El Vamos equipava el mateix motor central de de dos cilindres en línia de 360 (354) centímetres cúbics i refrigerat per aire que la TN360, el Honda N360 i el Honda Z. Els principals competidors del Vamos foren el Suzuki Jimny i el Daihatsu Fellow Buggy. Situat en un rang de preus entre els 321.000 i els 369.000 iens, només es produïren un total de 2.500 unitats del Vamos. Honda va confiar en que la popularitat de la minibike Honda Dax, amb la seua imatge tot-terreny, s'associara al Vamos. Degut a la posició de la roda d'emergència al capó i el soroll del motor refrigerat per aire, el Vamos fou comparat amb la Volkswagen Transporter, però degut a la manca de tracció a les quatre rodes el model no acabà de ser popular.
El Vamos estava disponible amb uns seients darrers opcionals i desmuntables, sent el model conegut i dividit entre "Vamos 2" i "Vamos 4" pels seus possibles ocupants. També estava disponible amb cinturons de seguretat només per a la falda per a tots els passatgers. La lona del sostre era fàcil i ràpidament desmuntable segons es necessitara. Degut a la seua configuració, tots el panell de comandament era fet a prova d'aigua i pols. El Vamos emprava una suspensió MacPherson al davant i un eix De Dion amb suspensió de ballesta al darrere.
L'any 1973, tres anys després d'haver estat presentat, la comercialització i producció del Honda Vamos va finalitzar sense un reemplaçament a la gama kei de Honda.

## Segona generació (1999-2018)

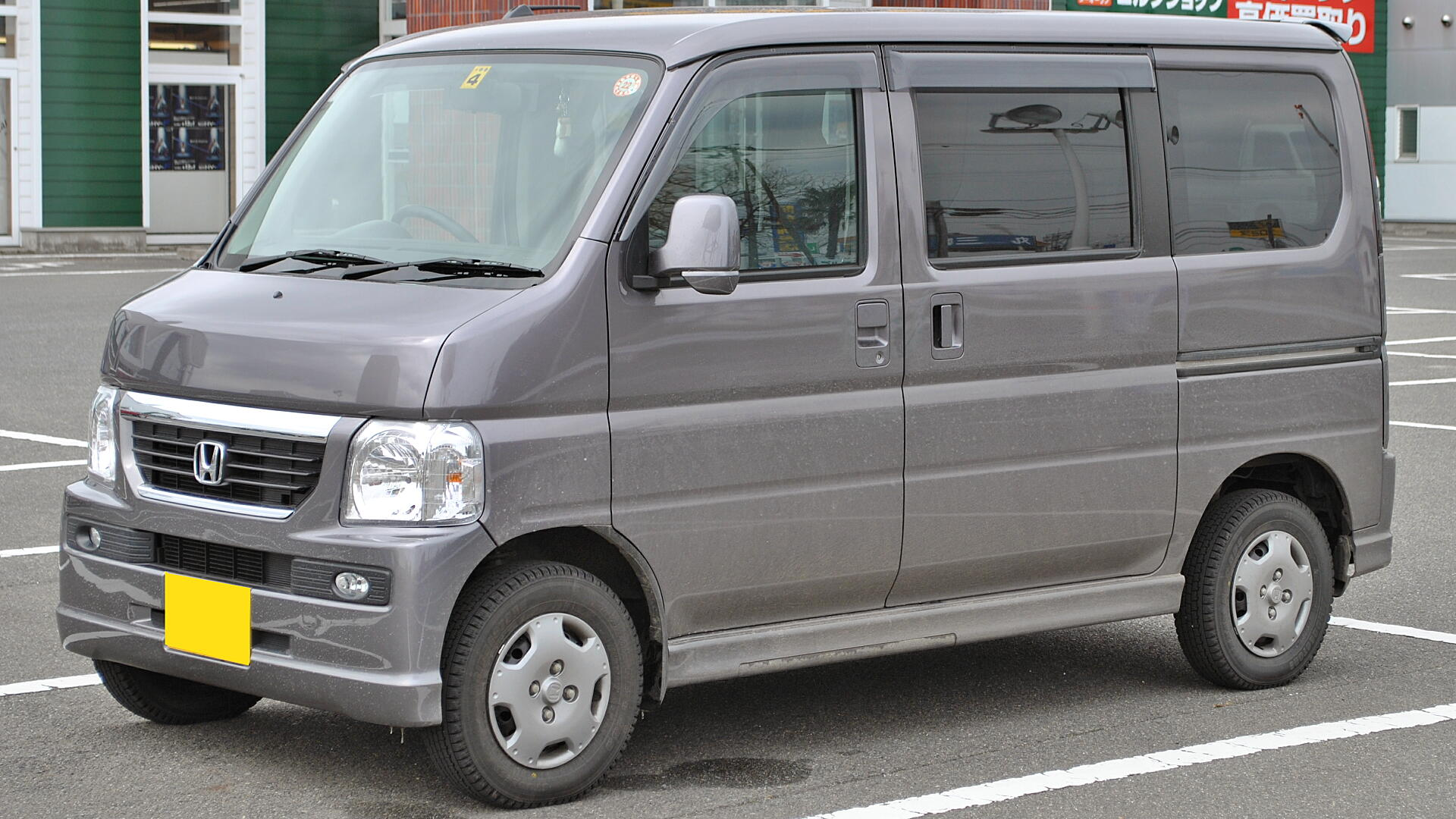
Vamos (II) 4WD pel davant

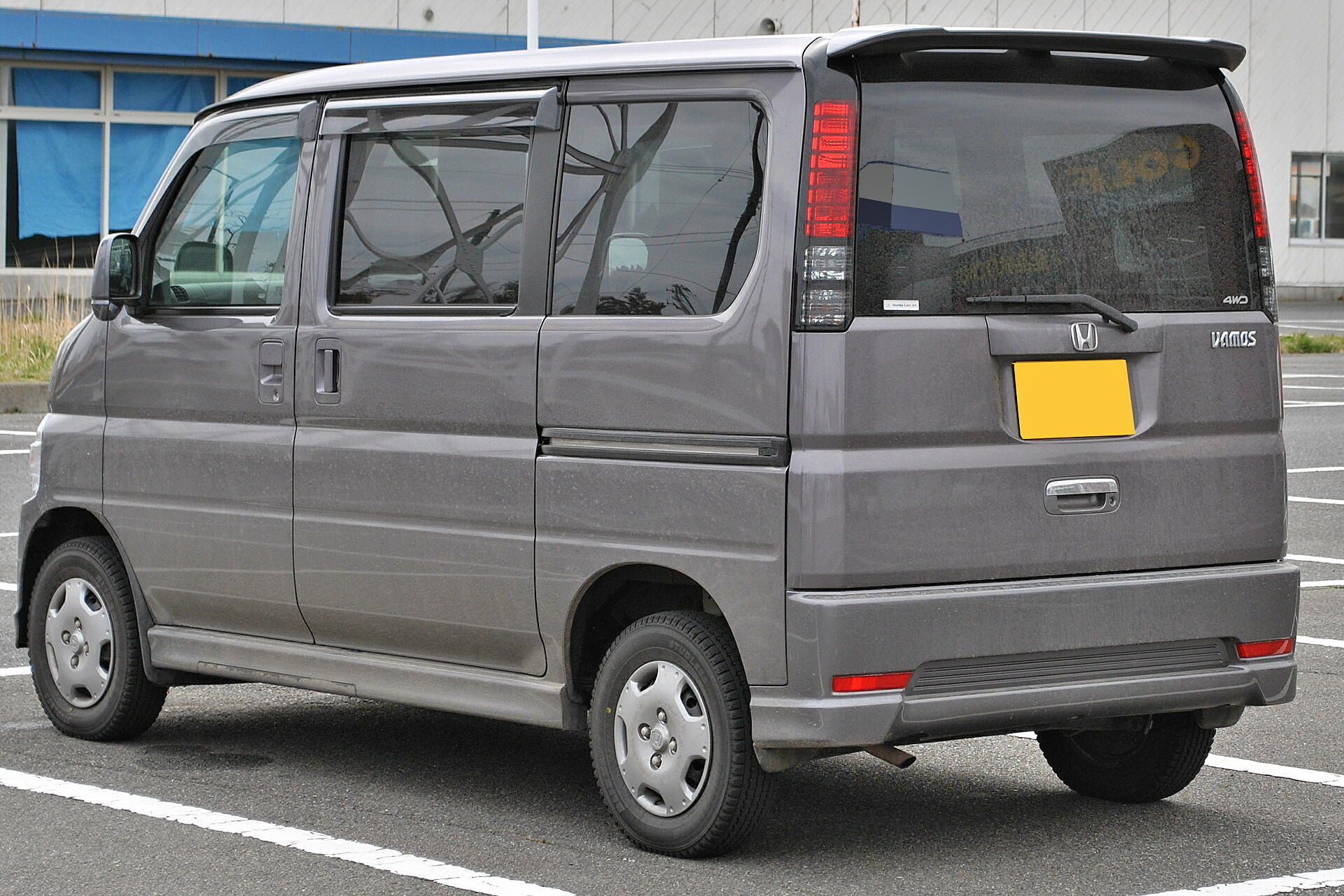
Vamos (II) 4WD pel darrere

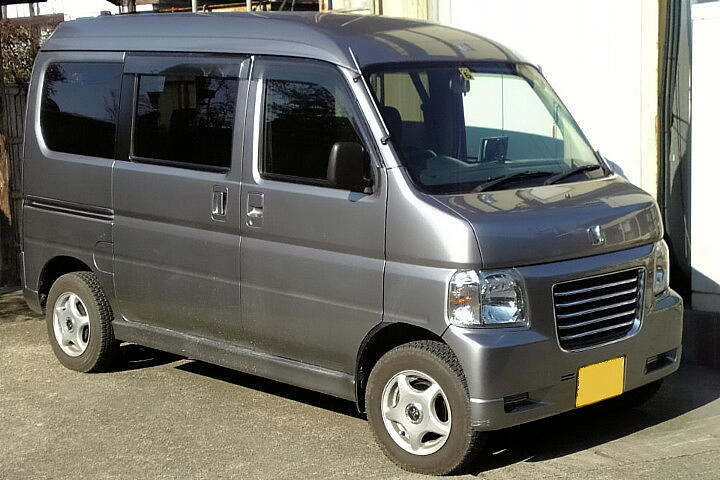
Vamos Hobio pel davant

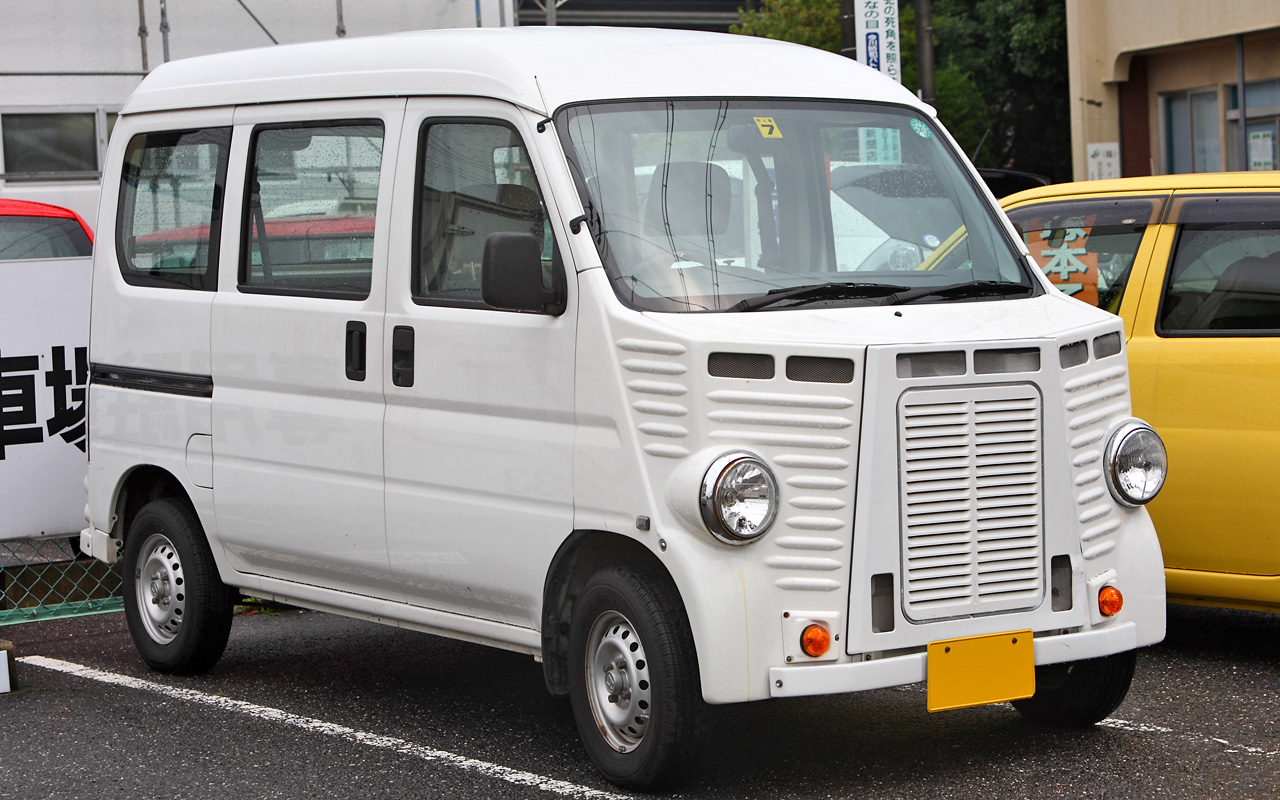
Mooku "French Van"

La denominació "Vamos" fou reutilitzada per Honda el juny de 1999 i com a "Vamos Hobio" a l'abril de 2003. Ambdues eren furgonetes Honda Acty reconvertides en monovolums per a passatgers i equipaven el motor tricilindric E07Z de 660 (659) centímetres cúbics. Equipava opcionalment la tracció a les quatre rodes, utilitzant el sistema de 4WD permanent de Honda que emprava un diferencial d'acoblament viscós. El model també equipava una suspensió independent amb molla al davant i ballesta al darrere. El motor també estava disponible amb un turbocompressor amb una potència màxima limitada de 64 cavalls.
Com ja s'ha esmentat anteriorment, la Honda Vamos fou comercialitzada per a un ús més personal que la Honda Acty a partir de la qual derivava, d'un ús més comercial i industrial. Respecte l'Acty, la Vamos tenia un disseny pròpi per a la part darrera, amb fars verticals i una porta més menuda. De la mateixa manera, molt de l'equipament luxós oferit a la Vamos no està disponible a l'Acty. Aleshores, la Honda Vamos competia amb la Suzuki Every Wagon, la Daihatsu Atrai i la Subaru Dias Wagon. La Vamos Hobio, llançada el 2003, era un vehicle d'"esplai", enfocada a les activitats a l'aire lliure. El sostre de la Vamos Hobio és 105 mil·límetres més alt i te la porta i els fars darrers de l'Acty. El seu interior equipa nombrosos espais de càrrega reduïda com ara calaixos, punts d'anglatge al pis i tapisseria a prova d'aigua. La Vamos Hobio també té una graella frontal exclusiva, més gran i trapezoidal.
Diversos nivells d'equipament i opcions exclusives es van oferir durant els anys de comercialització de la Vamos i Vamos Hobio, així com canvis estètics pràcticament anuals que comprenen les graelles frontals, els fars i els colors. Els seients interiors eren configurables en multiples posicions per tal d'incrementar al màxima l'espai de càrrega i de passatgers. Entre el maig i l'octubre de 2003, Honda va oferir la Vamos Hobio amb el "Travel Dog Package", una preparació especial del model per al transport de gosos. Aquesta versió oferia catifes a prova d'aigua i d'olors, tapisseria especial i altre equipament especial. El maig de 2007, Honda tornà a oferir aquesta versió però ja a la Vamos, romanent disponible fins al gener de 2008.
Entre els anys 1999 i 2018, l'empresa de Tokorozawa (Saitama), Mooku (ムーク o 夢久, Mūku), especialitzada en kits de customizació per a automòbils, va oferir una versió de la Vamos anomenada Asshu amb la imatge de la Citroën H pel preu de 399.600 iens. Quan finalitzà la producció de la Vamos, van continuar amb la mateixa preparació a la Honda N-VAN amb el nom de "MooA2 French Van 2" a un preu de 440.000 iens.
La producció de la Vamos i Vamos Hobio va finalitzar el 21 de maig de 2018 degut a la imposibilitat del model per a passar exitosament les proves de xocs de seguretat. El Vamos va tindre en el Honda N-BOX el seu successor, mentres que la Vamos Hobio fou substituïda per la Honda N-VAN. No obstant això, algunes unitats romanents foren comercialitzades fins a l'octubre de 2019 amb el nom de Vamos Hobio Pro.